# Distretto di Norin
Il distretto di Norin è uno degli 11 distretti della Regione di Namangan, in Uzbekistan. Il capoluogo è Khakkulabad.